# Adventure Time (1.ª temporada)
A primeira temporada da série animada americana Adventure Time, criada por Pendleton Ward e exibida pelo Cartoon Network e suas subsidiárias regionais, foi transmitida entre 2009 e setembro de 2010. A série segure as primeiras aventuras de Finn, o Humano e Jake, o Cão. A temporada foi lançada em DVD na região 1 em 10 de julho de 2010 com uma posterior edição em Blu-ray em 4 de junho de 2013.

## Episódios
| # | #  | Título                                                              | Diretor          | Escritor (es)                               | Exibição original      | Código de produção | Audiência (em milhões) |
| --- | -- | ------------------------------------------------------------------- | ---------------- | ------------------------------------------- | ---------------------- | ------------------ | ---------------------- |
| 1 | 1  | "Slumber Party Panic" "Pânico na Festa do Pijama"                   | Larry Leichliter | Elizabeth Ito & Adam Muto                   | 5 de abril de 2010     | 692-009            | 2.50                   |
| Finn (dublado por Jeremy Shada) e a Princesa Jujuba (dublada por Hynden Walch) precisam proteger o Reino Doce de uma horda de zumbis doces que eles acidentalmente criaram. |    |                                                                     |                  |                                             |                        |                    |                        |
| 2 | 2  | "Trouble in Lumpy Space" "Problemas na Terra do Caroço"             | Larry Leichliter | Elizabeth Ito & Adam Muto                   | 5 de abril de 2010     | 692-015            | 2.50                   |
| Jake é acidentalmente mordido pela Princesa Caroço e está se tornando um encaroçado. Agora, Finn deve fazer de tudo para que ele volte ao normal antes que seja tarde demais. |    |                                                                     |                  |                                             |                        |                    |                        |
| 3 | 3  | "Prisoners of Love" "Prisioneiras do Amor"                          | Larry Leichliter | Adam Muto & Pendleton Ward                  | 12 de abril de 2010    | 692-005            | 1.85                   |
| Finn e Jake são capturados pelo Rei Gelado, e eles precisam libertar as sete princesas que o Rei Gelado raptou. |    |                                                                     |                  |                                             |                        |                    |                        |
| 4 | 4  | "Tree Trunks" "Dona Tromba"                                         | Larry Leichliter | Sean Jimenez & Bert Youn                    | 12 de abril de 2010    | 692-016            | 1.85                   |
| Finn e Jake ajudam Dona Tromba na busca da Maçã Gema de Cristal. |    |                                                                     |                  |                                             |                        |                    |                        |
| 5 | 5  | "The Enchiridion!" "O Enquirídio!"                                  | Larry Leichliter | Patrick McHale, Adam Muto, & Pendleton Ward | 19 de abril de 2010    | 692-001            | 2.10                   |
| Finn e Jake querem provar que são aventureiros e vão atrás do Enquirídio, o Manual do Herói. |    |                                                                     |                  |                                             |                        |                    |                        |
| 6 | 6  | "The Jiggler" "Zig Zag"                                             | Larry Leichliter | Luther McLaurin & Armen Mirzaian            | 19 de abril de 2010    | 692-011            | 2.10                   |
| Uma estranha criatura atraída pelo canto em auto-tune de Finn segue a dupla até a casa deles, onde eles a adotam como bicho de estimação. Logo, a criatura começa a demonstrar sinais de doenças, e Finn e Jake perçebem que a criatura precisa do amor e da atenção da sua mãe.                                            |    |                                                                     |                  |                                             |                        |                    |                        |
| 7 | 7  | "Ricardio the Heart Guy" "Ricadio, o Coração"                       | Larry Leichliter | Sean Jimenez & Bert Youn                    | 26 de abril de 2010    | 692-007            | 1.91                   |
| Um coração literal chamado Ricardio aparece no Reino Doce e chama a atenção da Princesa Jujuba porque sabe muito de ciência. Finn suspeita que ele é do mal, mas todos acham que Finn está com ciúmes. |    |                                                                     |                  |                                             |                        |                    |                        |
| 8 | 8  | "Business Time" "Hora de Negócios"                                  | Larry Leichliter | Luther McLaurin & Armen Mirzaian            | 26 de abril de 2010    | 692-014            | 1.91                   |
| Finn e Jake estavam procurando icebergs para descongelar e pegar o que tem dentro para construir seu pier torturante. No meio disso eles encontram um iceberg cheio de executivos dentro. Finn e Jake os libertam, e os Executivos começam a trabalhar para eles.                                                           |    |                                                                     |                  |                                             |                        |                    |                        |
| 9 | 9  | "My Two Favorite People" "Minhas Duas Pessoas Prediletas"           | Larry Leichliter | Kent Osborne & Pendleton Ward               | 3 de maio de 2010      | 692-004            | 1.65                   |
| Jake aproxima Finn e Lady Íris, mas fica com ciúmes da amizade dos dois. |    |                                                                     |                  |                                             |                        |                    |                        |
| 10 | 10 | "Memories of Boom Boom Mountain" "Lembranças da Montanha Boom Boom" | Larry Leichliter | Sean Jimenez & Bert Youn                    | 3 de maio de 2010      | 692-010            | 1.65                   |
| Finn reflete sobre uma experiência desconcertante em seu passado e sobre a promessa que fez de ajudar a todos que precisam, mas isso se torna mais difícil do que ele imaginava ser. |    |                                                                     |                  |                                             |                        |                    |                        |
| 11 | 11 | "Wizard" "Bruxo"                                                    | Larry Leichliter | Pete Browngardt, Adam Muto, & Bert Youn     | 10 de maio de 2010     | 692-020            | 1.82                   |
| Finn e Jake são convencidos por um homem esqueleto a matricularem num curso para poderes mágicos gratuitos. Depos de se tornarem magos completos, eles percebem que foram enganos para ajudar a parar a queda de um asteroide por toda a eternidade. Finn rejeita essa ideia, pensando em novas maneiras de evitar a crise. |    |                                                                     |                  |                                             |                        |                    |                        |
| 12 | 12 | "Evicted!" "Despejados!"                                            | Larry Leichliter | Sean Jimenez & Bert Youn                    | 17 de maio de 2010     | 692-003            | 1.88                   |
| Finn e Jake procuram pela terra de Ooo por uma nova casa depois que uma rainha vampira chamada Marceline clama a casa d'árvore como dela. Eventualmente, Marceline cede, porque ela acha que Finn e Jake são legais. |    |                                                                     |                  |                                             |                        |                    |                        |
| 13 | 13 | "City of Thieves" "Cidade dos Ladrões"                              | Larry Leichliter | Sean Jimenez & Bert Youn                    | 24 de maio de 2010     | 692-012            | 1.83                   |
| Finn e Jake entram numa cidade onde só tem ladrões para ajudar uma menininha a achar sua cesta de flores. Dizem que qualquer pessoa que entrar nesta cidade sai de lá como um ladrão. |    |                                                                     |                  |                                             |                        |                    |                        |
| 14 | 14 | "The Witch's Garden" "O Jardim da Bruxa"                            | Larry Leichliter | Adam Muto, Kent Osborne, & Niki Yang        | 7 de junho de 2010     | 692-022            | 1.81                   |
| Sem perceber, Jake come uma rosquinha de uma bruxa, e ela tira seus poderes mágicos. O único jeito de recuperá-los é deixando o orgulho e preguiça de lado, coisa que ele não está disposto a fazer. |    |                                                                     |                  |                                             |                        |                    |                        |
| 15 | 15 | "What Is Life?" "O Que é Vida?"                                     | Larry Leichliter | Luther McLaurin & Armen Mirzaian            | 14 de junho de 2010    | 692-017            | 1.64                   |
| Finn constrói Rojotor, um robô de jogar tortas infinitas para ser melhor que Jake nas pegadinhas. Mas para isso terá de ir ao Castelo do Rei Gelado e coletar energia para seu robô funcionar. |    |                                                                     |                  |                                             |                        |                    |                        |
| 16 | 16 | "Ocean of Fear" "Oceano de Medo"                                    | Larry Leichliter | J. G. Quintel & Cole Sanchez                | 21 de junho de 2010    | 692-025            | 2.00                   |
| Finn descobre que tem medo do oceano, por isso ele pede a ajuda de Jake para superar o seu medo ou estará em risco ao fracasso. |    |                                                                     |                  |                                             |                        |                    |                        |
| 17 | 17 | "When Wedding Bells Thaw" "Quando os Sinos de Casamento Derretem"   | Larry Leichliter | Kent Osborne & Niki Yang                    | 28 de junho de 2010    | 692-013            | 1.92                   |
| O Rei Gelado vai finalmente se casar, mas consulta Finn e Jake para dar-lhe uma despedida de solteiro que o faz ter dúvidas entre ficar casado ou manter sua vida de sequestrar princesas. |    |                                                                     |                  |                                             |                        |                    |                        |
| 18 | 18 | "Dungeon" "Masmorra"                                                | Larry Leichliter | Elizabeth Ito & Adam Muto                   | 12 de julho de 2010    | 692-023            | 2.48                   |
| Finn faz uma aposta com Jake que pode se virar sozinho e desce em um calabouço na esperança de encontrar aventura, mas, ele encontra vários obstáculos quase impossíveis de se passar. |    |                                                                     |                  |                                             |                        |                    |                        |
| 19 | 19 | "The Duke" "O Duque"                                                | Larry Leichliter | Elizabeth Ito & Adam Muto                   | 19 de julho de 2010    | 692-019            | 1.84                   |
| Durante um acidente causado acidentalmente por Finn, a Princesa Jujuba torna-se verde e careca, e culpa cai no Duque das Nozes, Finn achando que ele é um cara mau. Finn e Jake não têm escolha para encontrar o Duque das Nozes à ordens da Jujuba.                                                                        |    |                                                                     |                  |                                             |                        |                    |                        |
| 20 | 20 | "Freak City" "Cidades das Aberrações"                               | Larry Leichliter | Tom Herpich & Pendleton Ward                | 26 de julho de 2010    | 692-008            | 2.03                   |
| Depois que o Homem Mágico transforma Finn em um pé gigante, ele e Jake juntam-se com um bando de aberrações semelhantes a partes de corpo para acertar as contas com o Mágico e tentar voltar de volta ao normal. |    |                                                                     |                  |                                             |                        |                    |                        |
| 21 | 21 | "Donny"                                                             | Larry Leichliter | Adam Muto, Kent Osborne, & Niki Yang        | 9 de agosto de 2010    | 692-018            | N/A                    |
| Quando Finn e Jake vêem um ogro chamado Donny, eles decidem ajudá-lo a mudar de vida, sem saber das consequências ecológicas da sua ação. |    |                                                                     |                  |                                             |                        |                    |                        |
| 22 | 22 | "Henchman" "Criado"                                                 | Larry Leichliter | Luther McLaurin & Cole Sanchez              | 23 de agosto de 2010   | 692-021            | 2.17                   |
| Finn torna-se o novo criado de Marceline, que decide brincar com ele ao manda-lo fazer tarefas malvadas, que na verdade são benéficas. |    |                                                                     |                  |                                             |                        |                    |                        |
| 23 | 23 | "Rainy Day Daydream" "Sonho de Dia Chuvoso"                         | Larry Leichliter | Pendleton Ward                              | 6 de setembro de 2010  | 692-002            | 2.17                   |
| Uma Chuva de Canivetes força Finn e Jake a ficarem na Casa na Árvore e Jake decide usar sua imaginação para se divertir, porém tudo que ele imagina acaba virando real. |    |                                                                     |                  |                                             |                        |                    |                        |
| 24 | 24 | "What Have You Done?" "O Que Vocês Fizeram?"                        | Larry Leichliter | Elizabeth Ito & Adam Muto                   | 13 de setembro de 2010 | 692-027            | 1.89                   |
| Finn e Jake capturam o Rei Gelado sob a ordem da Princesa Jujuba, mesmo sem saber o que ele tem feito de errado. |    |                                                                     |                  |                                             |                        |                    |                        |
| 25 | 25 | "His Hero" "O Herói Dele"                                           | Larry Leichliter | Adam Muto, Kent Osborne, & Niki Yang        | 20 de setembro de 2010 | 692-026            | 1.83                   |
| Finn e Jake descobrem o esconderijo de Billy, o maior herói de todos os tempos, e tentam ajudar outras pessoas sem o uso de violência em seus métodos. |    |                                                                     |                  |                                             |                        |                    |                        |
| 26 | 26 | "Gut Grinder" "O Mói-Tripa"                                         | Larry Leichliter | Ako Castuera & Bert Youn                    | 27 de setembro de 2010 | 692-024            | 1.77                   |
| Quando o ouro de várias aldeias são devorados por uma criatura chamada de "Mói-Tripa", Finn e Jake saem em busca de descobrir quem é o culpado, enquanto Jake tenta manter os pensamentos que ele é o Mói-Tripa real. |    |                                                                     |                  |                                             |                        |                    |                        |